# Norbert Hartmann (Fußballspieler)
Norbert Hartmann (* 16. März 1956) ist ein ehemaliger deutscher Fußballspieler, der im Oktober des Jahres 1979 ein Länderspiel in der deutschen Fußballnationalmannschaft der Amateure absolviert hat. Von 1979 bis 1981 hat der Mittelfeldspieler beim ESV Ingolstadt-Ringsee in der 2. Fußball-Bundesliga 64 Zweitligaspiele absolviert und neun Tore erzielt.

## Sportlicher Werdegang

### Spielerlaufbahn
Im ersten Jahr der drittklassigen Fußball-Amateur-Oberligen, 1978/79, gewann Hartmann mit dem ESV unter Spielertrainer Horst Pohl die Meisterschaft in Bayern, im Juni 1979 in zwei Finalspielen gegen Hertha 03 Zehlendorf die deutsche Amateurmeisterschaft und war in die 2. Bundesliga aufgestiegen.
Unter dem damals zuständigen DFB-Trainer Erich Ribbeck debütierte der Spieler des ESV am 31. Oktober 1979 beim Länderspiel in Osnabrück gegen Sowjetunion B in der DFB-Auswahl der Amateure. Es war das 153. Länderspiel der DFB-Amateure, deren Geschichte mit dem Spiel am 14. November 1979 in Baunatal gegen Norwegen endete. Hartmann spielte an der Seite von Mitspielern wie Hans-Jörg Stiller, Roland Dickgießer, Uwe Eplinius, Dieter Bernhardt, Karl Richter, Jürgen Halbe, Dieter Kohnle, Klaus Gahr und Ralf Obermüller.
In der 2. Bundesliga debütierte Hartmann am Starttag der Saison 1979/80, den 4. August 1979, bei einer 0:1-Auswärtsniederlage gegen den SSV Ulm 1846. Er erlebte im Februar 1980 den Trainerwechsel von Horst Pohl zu Karl-Heinz Schmal und belegte mit Mitspielern wie Werner Michalka, Walter Ziegelmeier, Josef Stadler, Herfried Ruhs und Werner Killmaier in einer 21er-Liga nach 39 Ligaeinsätzen mit sechs Toren den 17. Rang. Lokalrivale MTV stieg als 19. in die Bayernliga ab.
Mit der Auswahl des Bayerischen Fußball-Verbandes gewann Hartmann am 1. Mai 1980 in Bocholt gegen den Niederrhein im Wettbewerb des Länderpokals das Endspiel mit 4:2 Toren. Mitspieler waren unter anderem Hans Pflügler und Dieter Bernhardt. In der zweiten Saison in der 2. Bundesliga, 1980/81, kam er auf 25 Einsätze (3 Tor) und der ESV rangierte auf dem 16. Rang. Am 38. Spieltag, den 30. Mai 1981, beendeten Hartmann und Kollegen mit einer 0:1-Niederlage bei Ulm 46 die Saison. Im Angriff hatte Franz Gerber in 33 Ligaspielen 23 Tore erzielt. Da nach der Runde die eingleisige 2. Bundesliga eingeführt wurde und dem Süden und Südwesten 10 Plätze darin ab 1981/82 eingeräumt wurden, spielte Hartmann nach zwei Jahren 2. Bundesliga wieder in der Bayernliga. Durch zahlreiche Abgänge bedingt, stieg der ESV 1981/82 auch aus der Oberliga ab. Für Hartmann endeten damit die höherklassigen Auftritte.
Neben dem Ligabetrieb, der Amateurmeisterschaft und der Amateurnationalmannschaft waren auch die Auftritte im DFB-Pokal von 1979 bis 1981 gegen die Offenbacher Kickers, Union Solingen und den 1. FC Nürnberg weitere sportliche Höhepunkte in der Laufbahn von Norbert Hartmann.

### Managerkarriere
Ab 1985 war Hartmann als Manager für den Bayernligisten SpVgg Unterhaching tätig, der sich in den 1990er Jahren zunächst in der 2. Bundesliga etablierte und 1999 in die Bundesliga aufstieg. Später stürzte der Klub in die drittklassigen Regionalliga Süd ab, konnte sich aber in der dritten Liga nach deren Gründung 2008 etablieren. Beim in finanzielle Schieflage geratenen Klub begleitete er noch den Umbruch während der Spielzeit 2010/11, als der Klub vor der Insolvenz gerettet wurde und eine stark verjüngte Mannschaft zusammengestellt wurden. Anschließend zog er sich bis 2012 aus gesundheitlichen Gründen sukzessive zurück.